# Etruscus ritus
Etruscus ritus (łac. rytuał etruski) – etruski rytuał, zgodnie z którym  zakładano miasta na terenie starożytnej Italii.
Był ściśle związany z obrzędem auspicjów. Augur po spełnieniu wróżb z lotu ptaków wybierał miejsce na przyszłe miasto, kierując ku słońcu przyrząd zwany groma. Według uzyskanych danych wyznaczał główną ulicę – decumanus (wiodącą ze wschodu na zachód); prostopadle do niej wyznaczana była cardo. Na przecięciu ich osi wyznaczano przestrzeń dla forum. Następnie założyciel dokonywał rytualnego zaorania granic miasta za pomocą lemiesza z brązu oraz wytyczenia i poświęcenia  tzw. pomerium, wewnątrz którego powstawała siatka ulic miejskich – wzdłużnych i poprzecznych (decumani i cardines).
W praktyce fizyczne ukształtowanie miejsca często uniemożliwiało założenie miasta ściśle według Etruscus ritus i zmuszało do odstępstw od jego rygorystycznych zasad. Ich materialnym świadectwem są pozostałości miasta odkrytego w latach 60. XX w. w Marzabotto w pobliżu Bolonii. Główne ulice miały tam 15 m szerokości, boczne – od 12 do 5 metrów. Według legendy o Romulusie również Rzym został ukształtowany według zasad Etruscus ritus. Właśnie po przekroczeniu pomerium Remus został zabity przez brata.